# 托克托呼图鲁
托克托呼图鲁（羅馬化：Toγtaqutrü，1797年—1868年），人稱“托王”，蒙古族，喀尔喀蒙古车臣汗部中右旗郡王，曾任克魯倫巴爾和屯盟盟长。

## 生平

### 早年生涯
托克托呼图鲁是车臣汗部扎萨克多罗郡王巴图鄂齐尔之子。车臣汗部扎萨克多罗郡王的领地及属民位于车臣汗部中右旗，地处贝尔湖以南，今蒙古国东方省境内，东与车臣汗部左翼前旗相邻，南与内蒙古科尔沁右翼前旗相邻，北与内蒙古新巴尔虎左旗相邻。清朝道光元年（1821年），托克托呼图鲁袭爵为车臣汗部扎萨克多罗郡王。
托克托呼图鲁亦通晓汉文、满文、藏文，一生曾多次到中国内地和西藏旅行。1821年，他将全旗臣民应向其交纳的全部贡赋改用银两交纳。此后，他积极在本旗维新改良，发展经济和教育。

### 动荡局势
1837年，托克托呼图鲁计划将包括一千名喇嘛的11座地方佛寺合并为本旗的单独一座佛寺，并要兴办一个砖厂为这座新寺院、也为他自己的王府制造砖瓦。但是，牧民们不希望废弃这些地方佛寺。不少底层喇嘛为谋生而长期住在寺院以外，所以也怕托克托呼图鲁的合并寺院计划将他们全部撤换。高层喇嘛不想搬到一座中心寺院，认为这将使他们原有的地方领袖地位和特权受到动摇。但是托克托呼图鲁不顾反对，继续推进这一合并寺院计划。
另一方面，托克托呼图鲁在位时期，车臣汗部中右旗的王公台吉与牧民之间的矛盾日益激化，苛捐杂税令牧民难以为生。
1837年，本旗的喇嘛们及不少世俗人士向旗署请愿，要求取消合并寺院的计划。从1837年到1842年，这一争议一直不断。在新寺院中爆发了一场示威运动，喇嘛们高喊：“让我们回家！”而且，1837年至1839年，车臣汗部中右旗发生牧民暴动，牧民们用棍棒与旗署的武装人员战斗，对托克托呼图鲁的统治造成威胁。
此后，暴动的组织者们受到旗署的安抚，遂放弃武力，改循司法途径解决问题。托克托呼图鲁不得不将纠纷提交克魯倫巴爾和屯盟当局解决。但此事一再拖延，先是被提交给库伦办事大臣衙门，办事大臣又退回到克魯倫巴爾和屯盟。抗议者们向克魯倫巴爾和屯盟当局呈递禀帖，列出托克托呼图鲁的四十条罪状。克魯倫巴爾和屯盟当局逮捕了呈递禀帖的人们。
克魯倫巴爾和屯盟当局并不支持托克托呼图鲁的合并寺院计划。清朝的政策一般是阻止蒙古的世俗权力与宗教权力结合，但托克托呼图鲁则希望将本旗的政治、经济、宗教权力集中在自己手中。但克魯倫巴爾和屯盟当局更讨厌人民的暴动，所以盟当局给抗议者们加大压力，迫使部分原告撤除了自己的名字。盟当局解决此案时明显偏袒托克托呼图鲁，随后将判决送到库伦进行复审。库伦办事大臣支持盟当局的判决，严厉惩办抗议者们，特别是其中的领导者。暴动组织者格勒格（geleg）、图都布（tödub）、棍楚克达什（ɣončiɣdaši）、达米仁（damiran）等人有的被流放到中国湖南省、山东省，有的被抓捕入狱并判刑。托克托呼图鲁因此受到指责，被蒙古语称作“怯朝王”（kečegüü wang，意思是“厉害之王”）。
但是，清朝当局也对托克托呼图鲁判处了很轻的惩罚，解散了他合并成的新寺庙，恢复到过去各地方寺庙分散的局面。
1859年，托克托呼图鲁成为克魯倫巴爾和屯盟盟长。

### 锐意改革
咸丰三年（1853年），托克托呼图鲁撰写了著作《和贝王指导生活的训谕》（kebei wang un aǰu törüküi ji ǰiɣaɣsan surɣal bolai）（其中“和贝”kebei 是满语“hebei amban”，即议政大臣或参赞大臣）。此书认为道德修养是人的立身之本，佛教倡导的善行是道德教育，每个人都应该做到孝敬父母、家庭和睦。从这本书里，可以找到佛教思想、孔子思想、成吉思汗的必里克训言、《圣训广谕》的影响。
在这本书中，他还提出治穷与治愚相结合，认为蒙古民众贫穷的一个重要根源是“愚昧、懒散，进而导致了落后、破败；所谓的贫穷首先表现为愚昧、无知，其智力尚未得到很好的开发；相反，那些高智商的人不可能走向贫穷；因此，对那些愚昧、无知的人，要通过教育进行智力资助，最终实现自立自强。”他还力促民众养成勤劳的习惯，比如在此书中他说：“明天的事情，今日去完成；夏季的事情，一定要提早在春季开始操办；秋季的事情，必须提前到夏季去准备；冬季的事情，务必在秋季去完成。”有些以种田为业的蒙古农民在丰收后大吃大喝，几个月就吃掉了全年的粮食，甚至包括种粮，开春只能向别人借粮食，他借这种例子劝谕民众不要铺张浪费，要考虑长远，对牛羊肉的利用也同理。
托克托呼图鲁积极引导蒙古牧民突破传统的畜牧业，向开垦、种植、收割、加工、贮藏、水利等方面迈进，在旗署形成了一批蒙古农民，促进了本旗的粮食自我供给。并且旗署农场还向其他旗出售余粮。佛教传入蒙古后，蒙古人改变了以前吃鱼的习惯，吃鱼者大为减少，托克托呼图鲁不顾社会舆论的压力，引导蒙古牧民利用贝尔湖的渔业资源。除了发展捕渔业之外，他还发展狩猎，并收集野生植物及蘑菇，以降低肉类消费，避免畜群减少。蒙古人非常喜欢喝茶，但蒙古又不产茶，所以花费了大量资金购买中国内地的茶叶，为减少开支，托克托呼图鲁组织人员试验开发本土茶叶，取得一定成果。
托克托呼图鲁促进本旗的手工业发展，移入汉族工匠经营纺织工场并且训练蒙古人，培养了铁匠、瓦匠、木匠、皮匠、毡匠、银匠等各类型工匠，这些工匠为他在乌力吉图敖包（ülǰeitü obuɣ－a）南边兴建了辉煌的佛寺soyul badaraɣulugči süm－e。他在寺内创办了多个拉桑（又译扎仓，意为学院），培养了许多佛学人才。他还专门训练了乐师和演员。
蒙古语将商业称为qudalduɣ－a，词根是qudal（意为“虚假、谎骗”），可见蒙古人传统上很看不起商业。但托克托呼图鲁肯定了商业的价值，认为蒙古人应该经商，牧民也应该有商业意识。
托克托呼图鲁在本旗开发矿泉，以便为民众治病。他还开采金矿、盐、碱。
道光九年（1828年）左右，托克托呼图鲁在自己的旗署投资创办了一家官学（或学堂），能收纳300余名学生，学校教授蒙古语，后来又加上藏语、满语。不论贵族还是平民子弟都被这所学校收纳。为了帮助学生们学习，同治三年（1864年），托克托呼图鲁在赴北京的路上写出了学习查干陶鲁盖（čaɣan toluɣai sur qu bičig）的教科书，用木刻版印刷。该教材参考了搠思吉斡节儿的《心箍》、丹赞达格巴的《oɣtarɣui - yin mani》、哲布尊丹巴的商卓特巴喇嘛达木查拉布杰的《蒙古文字查干陶鲁盖》、阿拉善高僧阿格旺丹德尔的著作。此外，由于云丹多尔济（yond andorǰi）撰写、后来额尔德尼车臣商卓特巴达木切拉布杰（damčoirabǰai）缮写并用木刻版印刷的《蒙古文一百字》（mongɣul un nigen ǰaɣun toluɣai üsüg orusibai）成书于乾隆五十四年（1879年），在喀尔喀蒙古的库伦、土谢图汗部、车臣汗部、沙毕衙门的官学都广泛使用，所以也可能被该学校使用。
托克托呼图鲁的全面改革计划在当时的蒙古十分先进，但是这套计划与他的属民的保守思想以及藏传佛教寺院的力量相抵触，所以实行起来遇到了许多困难。
同治七年（1868年），在完成赴北京当差的任务后，托克托呼图鲁在返回本旗的途中逝世。